# Garland (Nebraska)
Garland – wieś w Stanach Zjednoczonych, w stanie Nebraska, w hrabstwie Seward.